# Gleby murszowate
Gleby murszowate - typ gleb hydrogenicznych, należący do rzędu gleb pobagiennych. Przyczyną ich powstawania jest murszenie płytkich (do 30 cm miąższości) utworów torfiastych, torfowych albo mułowych.
Gleby murszowate składają się z materii organicznej, która nie przekracza 20% (w odróżnieniu do gleb murszowych, które zawierają powyżej 20% związków organicznych). Jakość gleb murszowatych zależy od:
- warunków murszenia;
- rodzaju substancji organicznej;
- rodzaju związków mineralnych.

Najlepsze jakościowo gleby tego typu powstają podczas umiarkowanego osuszania, z niskiego torfu oraz przy udziale składników ilastych. Są to gleby słabe, a najniższą jakość mają te, które w procesie murszenia powstały przy przewadze mineralizacji nad humifikacją oraz przy współudziale piasku (powoduje to brak połączenia organiczno-mineralnego wpływającego na lepszą strukturę gleby).
Zazwyczaj przeznaczone są na użytki zielone.